# FC 바이에른 뮌헨의 기록과 통계
다음 목록은 FC 바이에른 뮌헨의 기록과 통계의 상세 정보이다.

## 감독

### 1963년까지의 감독
분데스리가 출범 이전의 감독에 대한 정보에서 일부의 정보는 빠져 있다. 다음의 정보는 디트리히 슐체 마멜링 (Dietrich Schulze-Marmeling)의 저서 "바이에른, 독일 기록 챔피언" (Die Bayern. Die Geschichte des deutschen Rekordmeisters)에서 추출해낸 자료이다. 일부 감독, 특히 초창기의 감독은 책의 내용에서만 나온 것으로, 그에 따라 일부 감독의 임기는 미상으로 되어 있고, 또한 다음 리스트에 빠진 감독이 존재할 가능성이 있다.
| 감독                  | 임기        | 임기 | 타이틀       |
| 감독                  | 취임        | 해임 | 타이틀       |
| --------------------- | ----------- | ---- | ------------ |
| 빌럼 허설링크 박사    | 1903 (미상) | 미상 |              |
| 테일러                | 1907        | 미상 |              |
| 호어 박사             | 1909        | 1911 |              |
| 테일러                | 1911        | 1911 |              |
| 찰스 그리피스         | 1911        | 1912 |              |
| 빌리 타운리           | 1914        | 1914 |              |
| 빌리 타운리           | 1919        | 1921 |              |
| 퀴르슈너 이지도르     | 1921        | 1922 |              |
| 지미 맥퍼슨           | 1925 (미상) | 1927 |              |
| 바이스 콘라드         | 1927        | 미상 |              |
| 콘라드 칼만           | 미상        | 미상 |              |
| 리하르트 "돔비" 콘    | 1931        | 1932 | 챔피언쉽 1회 |
| 미할케 박사           | 1936        | 1937 |              |
| 리하르트 회그         | 1945        | 1946 |              |
| 요제프 푀팅거         | 1946        | 1947 |              |
| 알프 림케 (감독 대행) | 1947        | 1947 |              |
| 프란츠 디틀           | 1947        | 1948 |              |
| 알프 림케             | 1948        | 1950 |              |
| 데이비드 데이빗슨     | 1950        | 1951 |              |
| 알프 림케             | 1951        | 1951 |              |
| 막스 셰퍼             | 1951        | 1953 |              |
| 게오르그 바이에러     | 1953        | 1954 |              |
| 게오르그 뇌플         | 1954        | 1954 |              |
| 야콥 슈트라이틀       | 1954        | 1955 |              |
| 베르틀 몰             | 1955        | 1956 |              |
| 빌리발트 한           | 1956        | 1958 | DFB-포칼 1회 |
| 베르틀 몰 (감독 대행) | 1958        | 1958 |              |
| 아돌프 파텍           | 1958        | 1961 |              |
| 헬무트 슈나이더       | 1961        | 1963 |              |

### 1963년부터의 감독
분데스리가 이전의 감독 목록과 달리, 1963년 이후의 감독은 바이에른 뮌헨 공식 웹사이트에서 모두 확인 가능하다. 펠릭스 마가트 (2005년), 오트마어 히츠펠트 (2008년), 그리고 루이스 판 할 (2010년) 은 바이에른 뮌헨 소속으로 독일 올해의 감독상을 수상하였다. 히츠펠트는 또한 2001년에 UEFA 올해의 감독과 세계 올해의 감독으로 선정되었다.
| 순번 | 감독                  | 임기            | 임기             | 임기   | 리그 전적 | 리그 전적 | 리그 전적 | 리그 전적 | 리그 전적 | 리그 전적 | 타이틀 수 | 주요 타이틀                                                     |
| 순번 | 감독                  | 취임일          | 해임일           | 일수   | 경기      | 승        | 무        | 패        | 득점      | 실점      | 타이틀 수 | 주요 타이틀                                                     |
| ---- | --------------------- | --------------- | ---------------- | ------ | --------- | --------- | --------- | --------- | --------- | --------- | --------- | --------------------------------------------------------------- |
| 1    | 즐라트코 차이코브스키 | 1963년 7월 1일  | 1968년 6월 30일  | 1096일 | 102       | 52        | 18        | 32        | 211       | 170       | 3         | DFB-포칼 2회 컵위너스컵 1회                                     |
| 2    | 브란코 제베츠         | 1968년 7월 1일  | 1970년 3월 13일  | 621일  | 58        | 32        | 14        | 12        | 117       | 56        | 2         | 분데스리가 1회 DFB-포칼 1회                                     |
| 3    | 우도 라텍             | 1970년 3월 14일 | 1975년 1월 2일   | 1756일 | 163       | 102       | 33        | 28        | 424       | 202       | 5         | 분데스리가 3회 DFB-포칼 1회 유러피언 컵 1회                     |
| 4    | 데트마어 크라머       | 1975년 1월 16일 | 1977년 12월 1일  | 1051일 | 101       | 40        | 27        | 34        | 205       | 180       | 3         | 유러피언 컵 2회 인터컨티넨탈컵 1회                              |
| 5    | 로란트 줄러           | 1977년 12월 2일 | 1979년 2월 28일  | 454일  | 38        | 16        | 10        | 12        | 72        | 57        | 0         |                                                                 |
| 6    | 체르너이 팔           | 1979년 3월 1일  | 1983년 5월 16일  | 1538일 | 147       | 87        | 31        | 29        | 346       | 173       | 3         | 분데스리가 2회 DFB-포칼 1회                                     |
| 7    | 라인하르트 자프티히   | 1983년 5월 17일 | 1983년 6월 30일  | 45일   | 3         | 1         | 1         | 1         | 7         | 7         | 0         |                                                                 |
| 8    | 우도 라텍             | 1983년 7월 1일  | 1987년 6월 30일  | 1461일 | 136       | 82        | 35        | 19        | 313       | 141       | 5         | 분데스리가 3회 DFB-포칼 2회                                     |
| 9    | 유프 하인케스         | 1987년 7월 1일  | 1991년 10월 8일  | 1561일 | 148       | 82        | 40        | 26        | 303       | 157       | 2         | 분데스리가 2회                                                  |
| 10   | 쇠렌 레르뷔           | 1991년 10월 9일 | 1992년 3월 11일  | 155일  | 15        | 4         | 5         | 6         | 23        | 23        | 0         |                                                                 |
| 11   | 에리히 리베크         | 1992년 3월 12일 | 1993년 12월 27일 | 656일  | 65        | 31        | 20        | 14        | 137       | 89        | 0         |                                                                 |
| 12   | 프란츠 베켄바워       | 1994년 1월 7일  | 1994년 6월 30일  | 175일  | 14        | 9         | 2         | 3         | 26        | 14        | 1         | 분데스리가 1회                                                  |
| 13   | 조반니 트라파토니     | 1994년 7월 1일  | 1995년 6월 30일  | 365일  | 34        | 15        | 13        | 6         | 43        | 25        | 0         |                                                                 |
| 14   | 오토 레하겔           | 1995년 7월 1일  | 1996년 4월 27일  | 302일  | 30        | 18        | 4         | 8         | 58        | 37        | 0         |                                                                 |
| 15   | 프란츠 베켄바워       | 1996년 4월 29일 | 1996년 6월 30일  | 63일   | 3         | 1         | 0         | 2         | 6         | 7         | 1         | UEFA 컵 1회                                                     |
| 16   | 조반니 트라파토니     | 1996년 7월 1일  | 1998년 6월 30일  | 730일  | 68        | 29        | 20        | 9         | 137       | 81        | 2         | 분데스리가 1회 DFB-포칼 1회                                     |
| 17   | 오트마어 히츠펠트     | 1998년 7월 1일  | 2004년 6월 30일  | 2192일 | 204       | 128       | 41        | 35        | 425       | 181       | 8         | 분데스리가 4회 DFB-포칼 2회 챔피언스리그 1회 인터컨티넨탈컵 1회 |
| 18   | 펠릭스 마가트         | 2004년 7월 1일  | 2007년 1월 31일  | 945일  | 87        | 56        | 18        | 13        | 174       | 87        | 4         | 분데스리가 2회 DFB-포칼 2회                                     |
| 19   | 오트마어 히츠펠트     | 2007년 2월 1일  | 2008년 6월 30일  | 516일  | 49        | 30        | 12        | 7         | 91        | 39        | 2         | 분데스리가 1회 DFB-포칼 1회                                     |
| 20   | 위르겐 클린스만       | 2008년 7월 1일  | 2009년 4월 27일  | 302일  | 29        | 16        | 6         | 7         | 59        | 37        | 0         |                                                                 |
| 21   | 유프 하인케스         | 2009년 4월 27일 | 2009년 5월 31일  | 35일   | 5         | 4         | 1         | 0         | 12        | 5         | 0         |                                                                 |
| 22   | 루이스 판 할          | 2009년 7월 1일  | 2011년 4월 10일  | 648일  | 63        | 35        | 17        | 11        | 133       | 66        | 2         | 분데스리가 1회 DFB-포칼 1회                                     |
| 23   | 안드리스 용커르       | 2011년 4월 10일 | 2011년 6월 26일  | 61일   | 5         | 4         | 1         | 0         | 20        | 5         | 0         |                                                                 |
| 24   | 유프 하인케스         | 2011년 7월 1일  | 현재             | 196일  | 11        | 8         | 1         | 2         | 30        | 3         | 0         | 분데스리가 1회 DFB-포칼 1회 UEFA 챔피언스리그 1회               |

## 역대 회장
클럽이 처음 창단했을 때 프란츠 욘은 초대 회장이 되었다. 현재 회장은 울리 회네스로, 바이에른의 32대 회장이다. 일부 회장들은 임기를 나누어서 하였다. (이렇게 나뉜 임기는 따로 센다.)

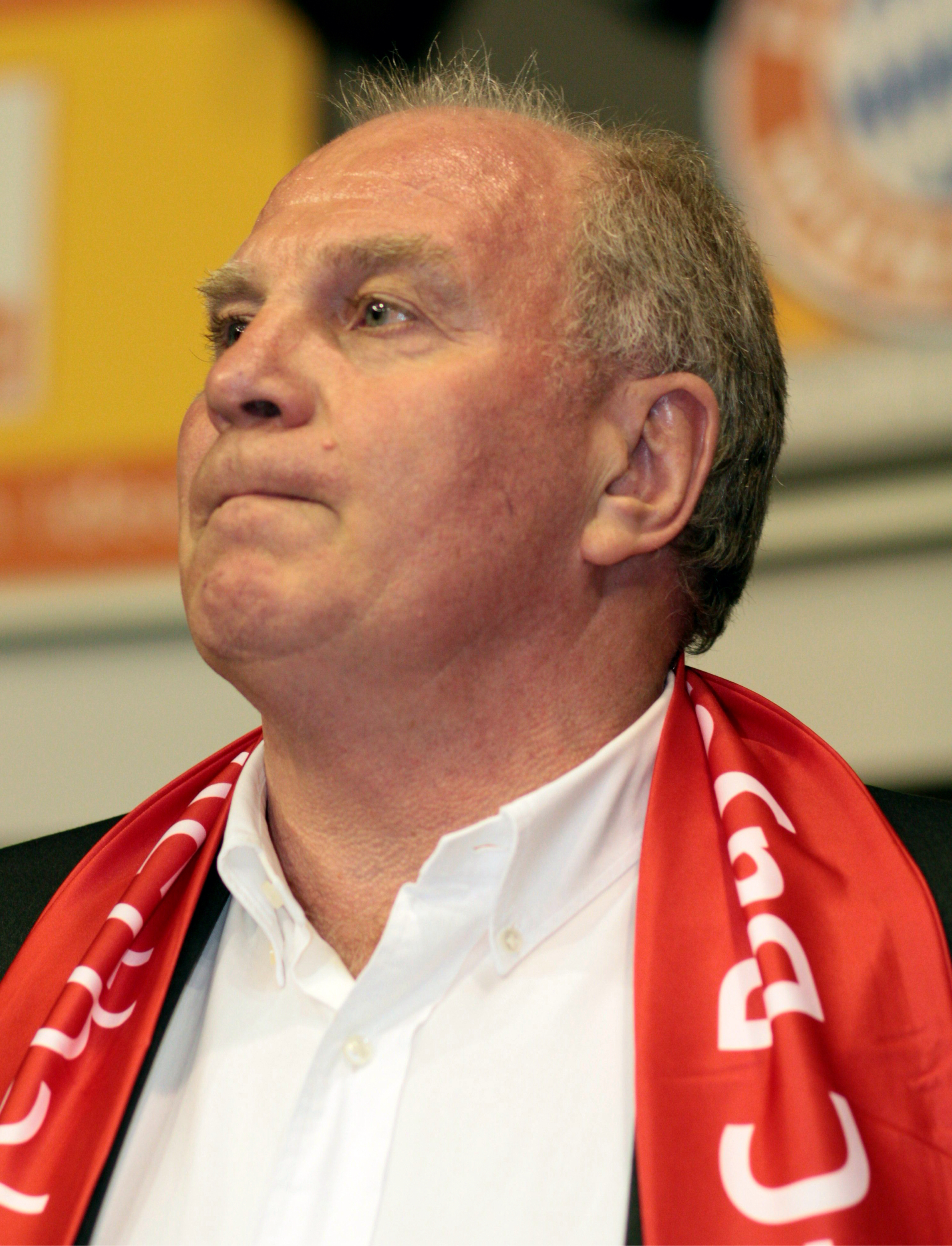
울리 회네스 현 바이에른 뮌헨 회장

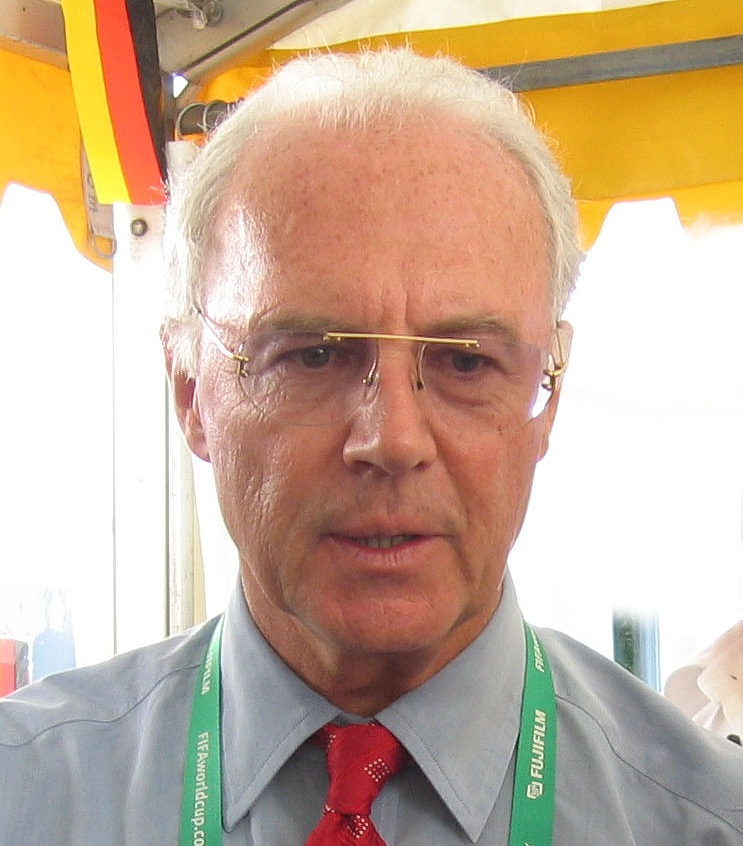
바이에른 뮌헨 전 선수, 감독, 회장 프란츠 베켄바워

| 임기                               | 회장                                |
| ---------------------------------- | ----------------------------------- |
| 1900년 – 1903년                    | 프란츠 욘                           |
| 1903년 – 1906년                    | 빌럼 허설링크                       |
| 1906년 – 1907년                    | 쿠르트 뮐러                         |
| 1907년 – 1913년                    | 안겔로 노르                         |
| 1913년 – 1914년                    | 쿠르트 란다우어                     |
| 1914년 – 1915년                    | 프레드 던                           |
| 1915년                             | 한스 투시                           |
| 1915년                             | 프리츠 마이어                       |
| 1916년                             | 한스 베어뮐러                       |
| 1916년 – 1919년                    | 프리츠 마이어                       |
| 1919년 – 1921년                    | 쿠르트 란다우어                     |
| 1921년 – 1922년                    | 프레드 던                           |
| 1922년 – 1933년                    | 쿠르트 란다우어                     |
| 1933년 – 1934년                    | 지그프리트 헤르만                   |
| 1934년 – 1935년                    | 카를-하인츠 외팅거                  |
| 1935년 – 1937년                    | 리하르트 아메스마이어               |
| 1937년 – 1938년                    | 프란츠 노이스하트                   |
| 1938년 – 1943년                    | 프란츠 켈너                         |
| 1943년 – 1945년                    | 요제프 자우터                       |
| 1945년                             | 프란츠 사베르 하일만제더            |
| 1945년                             | 요제프 바이어                       |
| 1945년 – 1947년                    | 지그프리트 헤르만                   |
| 1947년 – 1951년                    | 쿠르트 란다우어                     |
| 1951년 – 1953년                    | 율리우스 쇼이링                     |
| 1953년 – 1955년                    | 아돌프 피셔 칼리 빌트 후고 타이징거 |
| 1955년 – 1958년                    | 알프레드 라이틀링거                 |
| 1958년 – 1962년                    | 롤란트 엔틀러                       |
| 1962년 – 1979년 3월 19일           | 빌헬름 노이데커                     |
| 1979년 4월 24일 – 1985년 10월 9일  | 빌리 O. 호프만                      |
| 1985년 10월 9일 – 1994년 10월 7일  | 프리츠 셰러                         |
| 1994년 10월 7일 – 2009년 11월 28일 | 프란츠 베켄바워                     |
| 2009년 11월 28일 – 현재            | 울리 회네스                         |

## 역대 성적
바이에른 뮌헨은 현재 55개의 메이저 트로피를 보유하고 있다.

### 국내 대회 (47)
- 독일 챔피언쉽 / 1 분데스리가
  - 우승 22회 (기록): 1931–32, 1968–69, 1971–72, 1972–73, 1973–74, 1979–80, 1980–81, 1984–85, 1985–86, 1986–87, 1988–89, 1989–90, 1993–94, 1996–97, 1998–99, 1999–2000, 2000–01, 2002–03, 2004–05, 2005–06, 2007–08, 2009–10
  - 준우승 9회 (기록, 타팀과 공유): 1969–70, 1970–71, 1987–88, 1990–91, 1992–93, 1995–96, 1997–98, 2003–04, 2008–09

- DFB-포칼
  - 우승 15회 (기록): 1956-57, 1965-66, 1966-67, 1968-69, 1970-71, 1981-82, 1983-84, 1985-86, 1997-98, 1999-2000, 2002-03, 2004-05, 2005-06, 2007-08, 2009-10
  - 준우승 2회: 1984–85, 1998–99

- DFB-리가포칼
  - 우승 6회 (기록): 1997, 1998, 1999, 2000, 2004, 2007
  - 준우승 1회: 2006

- DFL-슈퍼컵
  - 우승 4회 (기록, 타팀과 공유): 1982 (비공식), 1987, 1990, 2010
  - 준우승 3회 (기록, 타팀과 공유): 1989, 1994, 2008 (비공식)

### 국제 대회 (8)
바이에른 뮌헨은 AFC 아약스와 유벤투스 FC와 더불어 3가지 UEFA 유럽대항전 대회 타이틀을 모두 가지고 있는 클럽이며 유러피언 컵 3연패를 달성한 마지막 클럽으로, 레알 마드리드 CF, AC 밀란, 리버풀 FC, AFC 아약스와 더불어 UEFA 명예의 뱃지를 사용하는 클럽이다.
- FIFA 클럽 월드컵 / 인터콘티넨털컵
  - 우승 2회 (독일 기록): 1976, 2001

- UEFA 챔피언스리그 / 유러피언 컵
  - 우승 5회 (독일 기록): 1973-74, 1974-75, 1975-76, 2000-01, 2012-13
  - 준우승 4회 (독일 기록): 1981-82, 1986-87, 1998-99, 2009-10

- UEFA 컵위너스컵
  - 우승 1회 (독일 기록, 타팀과 공유): 1966-67

- UEFA 유로파리그 / UEFA 컵
  - 우승 1회: 1995-96

- UEFA 슈퍼컵
  - 우승 1회: 1974
  - 준우승 3회 (독일 기록): 1975, 1976, 2001

### 지역 대회
- 남독일 챔피언쉽
  - 우승 2회: 1925–26, 1927–28
  - 준우승 4회: 1909–10, 1910–11, 1928–29, 1931–32

- 남독일 컵
  - 우승 1회: 1957
  - 준우승 1회: 1923

- 바이에른 지역 챔피언쉽 (오베르바이에른) (1부) / 주 챔피언쉽: 1902, 1903, (비공식), 1904, 1905

- 오스트크라이스-리가 (1부)
  - 우승 2회: 1910, 1911
  - 준우승 4회 (기록): 1912, 1913, 1917, 1918

- 크라이스리가 쉬드바이에른 (1부)
  - 우승 2회 (기록, 타팀과 공유): 1920, 1923
  - 준우승 1회: 1922

- 베치어크스리가 바이에른 (1부)
  - 우승 1회: 1925-26

- 베치어크스리가 쉬드바이에른 (1부)
  - 우승 6회 (기록): 1927–28, 1928–29, 1929–30, 1930–31, 1931–32, 1932–33 (record)

- 가울리가 쉬드바이에른 (1부)
  - 우승 1회: 1943–44

- 레기오날리가 쉬드 (2부)
- 우승 1회: 1964–65
- 준우승 1회: 1963–64

### 친선 대회
- 후지 컵
  - 우승 4회 (기록): 1987, 1988, 1994, 1995

- 산티아고 베르나베우 트로피
  - 우승 3회: 1979, 1980, 2002

- 인테르나시오날 시우다드 데 테라사 트로피
  - 우승 1회: 1973

- 테레사 에레라 트로피
  - 우승 1회: 1989

- 발렌시아 나란하 트로피
  - 우승 1회: 1972

- 모하메드 5세 트로피
  - 우승 1회: 1972

- 시우다드 데 라스 팔마스 트로피
  - 우승 1회: 1972

- 아틀레틱 빌바오 75주년 트로피
  - 우승 1회: 1973

- 비너 슈타트할렌투어니어
  - 우승 1회: 1971

- 툴루즈 토너먼트
  - 우승 1회: 1979

- 오펠 마스터 컵
  - 우승 2회 (기록): 1996, 2000

- IFA 쉴드
  - 우승 1회: 2005

- 사이타마 시티 컵
  - 우승 1회: 2008

- 아우디 컵
  - 우승 1회 (기록, 타팀과 공유): 2009

### 리저브 팀
- 리그
  - 독일 아마추어 챔피언쉽 준우승: 1982-83, 1986-87
  - 남부 레기오날리가 (3부) 우승: 2003-04
  - 남부 바이에른 아마토이어리가 (3부) 준우승: 1957-58, 1960-61
  - 바이에른 아마토이어 오베르리가 (3부) 준우승: 1982-83, 1983-84, 1986-87
  - 2부 오베르바이에른 A 아마토이어리가 (4부) 우승: 1955-56
  - 남부 바이에른 란데스리가 (4부) 우승: 1966-67, 1972-73

- 컵
  - 바이에른 컵 우승: 2002
  - 오베르바이에른 컵 우승: 1995, 2001, 2002
  - IFA 쉴드: 2005

### 청소년 팀
- 독일 U-19 챔피언쉽
  - 우승: 2001, 2002, 2004
  - 준우승: 1998, 2006, 2007

- 남독일 U-19 챔피언쉽
  - 우승: 1950, 1954

- 남부 / 남서부 U-19 분데스리가
  - 우승: 2004, 2007

- 바이에른 U-19 챔피언쉽
  - 우승: 1950, 1954, 1966, 1972, 1973, 1981, 1985, 1987, 1991, 1992, 1994, 1995, 1996
  - 준우승: 1946, 1960, 1964, 1980, 1999 (리저브 팀)

- 독일 U-17 챔피언쉽
  - 우승: 1989, 1997, 2001, 2007
  - 준우승: 2000, 2009

- 남부 / 남서부 U-17 분데스리가
  - 우승: 2009

- 바이에른 U-17 챔피언쉽
  - 우승: 1976, 1978, 1983, 1985, 1986, 1988, 1989, 1993, 1994, 1997, 1998, 2000
  - 준우승: 1982, 1987, 1990, 1992, 1996

- 남독일 U-15 챔피언쉽
  - 우승: 1982, 1985, 1987, 1990, 1991

- 바이에른 U-15 챔피언쉽
  - 우승: 1975, 1978, 1982, 1985, 1987, 1990, 1991, 1994, 1995, 2007, 2009
  - 준우승: 1976, 1977, 1988, 1992, 2008

### 개인 수상
| 상명                                        | 선수                | 연도                   |
| ------------------------------------------- | ------------------- | ---------------------- |
| 발롱도르 수상 1956년부터 수상               | 게르트 뮐러         | 1970                   |
| 발롱도르 수상 1956년부터 수상               | 프란츠 베켄바워     | 1972, 1976             |
| 발롱도르 수상 1956년부터 수상               | 카를하인츠 루메니게 | 1980, 1981             |
| 발롱도르 2위 1956년부터 수상                | 게르트 뮐러         | 1972                   |
| 발롱도르 2위 1956년부터 수상                | 프란츠 베켄바워     | 1974, 1975             |
| 발롱도르 2위 1956년부터 수상                | 카를하인츠 루메니게 | 1979                   |
| 발롱도르 2위 1956년부터 수상                | 파울 브라이트너     | 1981                   |
| 발롱도르 2위 1956년부터 수상                | 위르겐 클린스만     | 1995                   |
| 발롱도르 3위 1956년부터 수상                | 프란츠 베켄바워     | 1966                   |
| 발롱도르 3위 1956년부터 수상                | 게르트 뮐러         | 1969, 1973             |
| 발롱도르 3위 1956년부터 수상                | 올리버 칸           | 2001, 2002             |
| 옹즈도르 1976년부터 수상                    | 카를하인츠 루메니게 | 1980, 1981             |
| 세계 최고 골키퍼 1987년부터 수상            | 장마리 파프         | 1987                   |
| 세계 최고 골키퍼 1987년부터 수상            | 올리버 칸           | 1999, 2001, 2002       |
| 세기의 골키퍼 4위 한번 수상                 | 제프 마이어         |                        |
| FIFA 올해의 선수 수상 1991년부터 수상       | 로타어 마테우스     | 1991                   |
| FIFA 올해의 선수 2위 1991년부터 수상        | 올리버 칸           | 2002                   |
| FIFA 올해의 선수 3위 1991년부터 수상        | 위르겐 클린스만     | 1995                   |
| UEFA 최우수 골키퍼상 1998년부터 수상        | 올리버 칸           | 1999, 2000, 2001, 2002 |
| 독일 올해의 축구 선수 1960년부터 수상       | 게르트 뮐러         | 1967, 1969             |
| 독일 올해의 축구 선수 1960년부터 수상       | 프란츠 베켄바워     | 1966, 1968, 1974, 1976 |
| 독일 올해의 축구 선수 1960년부터 수상       | 제프 마이어         | 1975, 1977, 1978       |
| 독일 올해의 축구 선수 1960년부터 수상       | 카를하인츠 루메니게 | 1980                   |
| 독일 올해의 축구 선수 1960년부터 수상       | 파울 브라이트너     | 1981                   |
| 독일 올해의 축구 선수 1960년부터 수상       | 로타어 마테우스     | 1999                   |
| 독일 올해의 축구 선수 1960년부터 수상       | 올리버 칸           | 2000, 2001             |
| 독일 올해의 축구 선수 1960년부터 수상       | 미하엘 발라크       | 2003, 2005             |
| 독일 올해의 축구 선수 1960년부터 수상       | 프랑크 리베리       | 2008                   |
| 독일 올해의 축구 선수 1960년부터 수상       | 아르연 로번         | 2010                   |
| 덴마크 올해의 축구 선수 1963년부터 수상     | 브리안 라우드루프   | 1992                   |
| 가나 올해의 축구 선수                       | 새뮤얼 쿠포르       | 1998, 1999, 2001       |
| BBC 아프리카 올해의 축구 선수               | 새뮤얼 쿠포르       | 2001                   |
| 파라과이 올해의 축구 선수 1997년부터 수상   | 로케 산타 크루스    | 1999                   |
| 스웨덴 올해의 축구 선수 1946년부터 수상     | 파트리크 안데르손   | 2001                   |
| 잉글랜드 올해의 축구 선수 2003년부터 수상   | 오언 하그리브스     | 2006                   |
| 프랑스 올해의 축구 선수 1965년부터 수상     | 프랑크 리베리       | 2008                   |
| 크로아티아 올해의 축구 선수 1991년부터 수상 | 이비차 올리치       | 2009                   |
| 오스트리아 올해의 축구 선수 1984년부터 수상 | 데이비드 알라바     | 2011                   |
| 브라보 상 1978년부터 수상                   | 오언 하그리브스     | 2001                   |
| 브라보 상 1978년부터 수상                   | 토마스 뮐러         | 2010                   |

#### 득점왕
| 유러피언 골든슈                | 유러피언 골든슈 |
| 선수                           | 연도 (골) |
| ------------------------------ | --- |
| 게르트 뮐러                    | 1970 (28), 1972 (40) |
| UEFA 챔피언스리그 득점왕       | |
| 선수                           | 연도 (골) |
| 게르트 뮐러                    | 1972-73 (12), 1973-74 (8), 1974-75 (5), 1976-77 (5) (최다 기록) |
| 카를하인츠 루메니게            | 1980-81 (6) |
| 디터 회네스                    | 1981-82 (7) |
| UEFA 유로파리그 득점왕         | |
| 선수                           | 연도 (골) |
| 디터 회네스                    | 1979-80 (7) |
| 위르겐 클린스만                | 1995-96 (15) |
| 루카 토니                      | 2007-08 (10) |
| 분데스리가 득점왕              | |
| 선수                           | 연도 (골) |
| 게르트 뮐러                    | 1966-67 (28), 1968-69 (30), 1969-70 (38), 1971-72 (40), 1972-73 (36), 1973-74 (30), 1977-78 (24) |
| 카를하인츠 루메니게            | 1979-80 (26), 1980-81 (29), 1983-84 (26) |
| 롤란트 볼파르트                | 1988-89 (17), 1990-91 (21) |
| 지오바니 에우베르              | 2002-03 (21) |
| 루카 토니                      | 2007-08 (24) |
| 마리오 고메스                  | 2010-11 (28) |
| 참고                           | 게르트 뮐러는 1966-67 시즌에 로타르 에메리히 (보루시아 도르트문트), 1973-74 시즌에 유프 하인케스 (보루시아 묀헨글라트바흐), 1976-77 시즌에 디터 뮐러 (1. FC 쾰른) 와 공동 득점왕 롤란트 볼파르트는 1988-89 시즌에 토마스 알로프스 (1. FC 쾰른) 와 공동 득점왕 지오바니 에우베르는 2002-03 시즌에 토마스 크리스티안센 (VfL 보훔) 과 공동 득점왕 게르트 뮐러의 1969-70 시즌, 1971-72 시즌, 1972-73 시즌의 득점 기록은 분데스리가 최다 득점 기록 카를하인츠 루메니게의 1980-81 시즌에 29골을 기록한 후, 한 시즌에 29골을 초과한 선수는 없음 |
| FIFA 월드컵 골든슈             | |
| 선수                           | 연도 (골) |
| 게르트 뮐러                    | 1970 (10) |
| 미로슬라프 클로제              | 2006 (5) |
| 토마스 뮐러                    | 2010 (5) |
| FIFA 월드컵 역대 최다 득점 2위 | |
| 선수                           | 연도 (골) |
| 게르트 뮐러                    | 1970, 1974 (14) |
| 미로슬라프 클로제              | 2002, 2006, 2010 (14) |

#### 월드컵 우승
- 한스 바우어 (스위스 1954)
- 카를 마이 (스위스 1954)
- 프란츠 베켄바우어 (서독 1974)*
- 파울 브라이트너 (서독 1974)
- 유프 하인케스 (서독 1974)**
- 울리 회네스 (서독 1974)
- 유프 카펠만 (서독 1974)
- 제프 마이어 (서독 1974)
- 게르트 뮐러 (서독 1974)
- 한스게오르크 슈바르첸베크 (서독 1974)
- 라이몬트 아우만 (이탈리아 1990)
- 클라우스 아우겐탈러 (이탈리아 1990)
- 토마스 베르톨트 (이탈리아 1990)
- 안드레아스 브레메 (이탈리아 1990)
- 위르겐 클린스만 (이탈리아 1990)
- 위르겐 콜러 (이탈리아 1990)
- 로타어 마테우스 (이탈리아 1990)
- 한스 플뤼글러 (이탈리아 1990)
- 슈테판 로이터 (이탈리아 1990)
- 올라프 톤 (이탈리아 1990)
- 조르지뉴 (미국 1994)
- 파울루 세르지우 (미국 1994)
- 빅상트 리자라쥐 (프랑스 1998)
- 루시우 (한국 / 일본 2002)
- 마시모 오도 (독일 2006)
- 루카 토니 (독일 2006)
- 사비 알론소 (남아공 2010)
- 하비 마르티네스 (남아공 2010)
- 페페 레이나 (남아공 2010)
- 마누엘 노이어 (브라질 2014)
- 바스티안 슈바인슈타이거 (브라질 2014)
- 토마스 뮐러 (브라질 2014)
- 필리프 람 (브라질 2014)
- 토니 크로스 (브라질 2014)
- 마리오 괴체 (브라질 2014)
- 제롬 보아텡 (브라질 2014)
- 마츠 후멜스 (브라질 2014)
- 루카스 포돌스키 (브라질 2014)
- 미로슬라프 클로제 (브라질 2014)

- 굵은 글씨로 쓰여진 선수는 월드컵 우승 당시 바이에른 뮌헨 소속이었다.
- * 프란츠 베켄바워는 1974년에 선수로, 1990년에 감독으로 월드컵 우승을 거두었다. 그는 1974년 월드컵 당시 바이에른 뮌헨 소속이었고, 1990년 월드컵 우승 이후 바이에른 뮌헨의 감독을 두 차례 맡았다.
- ** 유프 하인케스는 선수로써 월드컵 우승을 거두었고, 나중에 바이에른 뮌헨의 감독이 되었다.

## 기록

### 분데스리가 기록
- 분데스리가 최다 우승: 21회
- 분데스리가 최다 승 (884승), 최다 승점 (3022점)
- 최다 리그선두 경기 일수: 577일
- 분데스리가 경기당 최다 승점: 1.93점
- 분데스리가 최다 득점: 3335득점
- 1시즌 최다 승수: 25승 (1972-73 시즌)
- 1시즌 최소 패수: 1패 (1986-87 시즌)
- 1시즌 최다 득점: 101득점 (1971-72 시즌)
- 1시즌 최소 실점: 21실점 (2007-08 시즌)
- 분데스리가 최다 연승: 15경기 (2005년 3월 19일 - 2005년 9월 20일)
- 승격 후 리그 첫 시즌 최다 승수: 20승 (1965-66 시즌)
- 시즌 최다 승점: 78점 (1998-99 시즌)
- 2위와의 최다 승점차: 16점 (2002-03 시즌)
- 1승 3점제 시행 이후 최소 승점 우승: 63점 (2000-01 시즌)
- 우승 시즌 최다 패수: 9패 (2000-01 시즌)
- 최다 카드수집 경기: 2000-01 시즌, 보루시아 도르트문트 원정
  - 양쪽 15장의 카드 획득: 경고 10회, 경고누적 1회, 퇴장 2회[5]
  - 이중 바이에른 뮌헨은 경고 8회, 경고누적 1회, 퇴장 1회를 기록함

### 기타 국내 기록
- 최다 챔피언쉽 우승: 22회
- 최다 DFB-포칼 우승: 15회
- 최다 리가포칼 우승: 6회
- 최다 국내 더블 기록: 8회
- 유일한 2년 연속 국내 더블 기록 (2004-05 시즌, 2005-06 시즌)
- 남녀팀 모두 우승을 기록한 유일한 축구 클럽

### 국제 기록
- 최단시간 UEFA 챔피언스리그 득점: 로이 마카이 (10초, 2007년 3월 7일 레알 마드리드 CF 16강 2차전)
- UEFA 챔피언스리그 / 유러피언 컵 마지막 3연패: 1973-74 시즌, 1974-75 시즌, 1975-76 시즌
- UEFA 챔피언스리그 2라운드 최다 점수차 경기: 12-1 (스포르팅 CP와의 2008-09 시즌 16강, 2009년 2월 24일 1차전 (5-0), 2009년 3월 11일 2차전 (7-1)

### 개인 기록
- 최다 리그 우승: 8회 (올리버 칸, 메흐메트 숄)
- 최다 포칼 우승: 6회 (올리버 칸, 바스티안 슈바인슈타이거)
- 분데스리가 한 시즌 최다 득점: 40득점 (게르트 뮐러, 1971-72 시즌)
- 유럽대항전 최다 득점: 69득점 (게르트 뮐러)
- 분데스리가 최다 득점: 365득점 (게르트 뮐러)
- 분데스리가 최다 득점왕: 7회 (게르트 뮐러)
- 분데스리가 최다 선발 출장: 422경기 (제프 마이어, 1966 - 1977)

### 클럽 기록
- 최다 리그경기 출장: 제프 마이어 (473경기)
- 최다 리그 득점: 게르트 뮐러 (365득점)
- 최대 승리: 11-1, 보루시아 도르트문트전 (1971년 11월 27일)
- 최대 패배: 0-7, FC 샬케 04전 (1976년 10월 9일)
- 최대 원정 승리: 8-1 FC 장크트 파울리전 (2011년 5월 8일)
- 최연소 출장 선수: 데이비드 알라바 (17세 231일)
- 최연소 챔피언스리그 선발 출장: 데이비드 알라바 (17세 258일)

2011년 5월 9일 기준

## 클럽 통계
| 시즌      | 매출액1 | 실매출액1 | 회원2   | 팬클럽 | 팬클럽 회원 |
| --------- | ------- | --------- | ------- | ------ | ----------- |
| 1992–93   | 33.3    | 2.5       | 24,285  | 720    | ?           |
| 1993–94   | 38.0    | 0.1       | 33,000  | 850    | ?           |
| 1994–95   | 63.4    | 4.9       | 44,311  | 1,100  | ?           |
| 1995–96   | 75.3    | 3.1       | 59,339  | 1,348  | 63,747      |
| 1996–97   | 84.5    | 7.7       | 71,757  | 1,532  | 78,958      |
| 1997–98   | 100.5   | 8.1       | 77,075  | 1,617  | 88,893      |
| 1998–99   | 127.7   | 12.3      | 81,957  | 1,761  | 98,728      |
| 1999–2000 | 144.7   | 8.7       | 84,717  | 1,845  | 107,112     |
| 2000–01   | 173.2   | 16.5      | 91.288  | 1.909  | 115,343     |
| 2001–02   | 176.0   | 9.8       | 95,195  | 1,980  | 121,348     |
| 2002–03   | 162.7   | 0.4       | 96,440  | 2,055  | 132,308     |
| 2003–04   | 166.3   | −3.4      | 97,810  | 2,123  | 136,563     |
| 2004–05   | 189.5   | 6.6       | 104,720 | 2,189  | 146,009     |
| 2005–06   | 204.7   | 4.8       | 121,119 | 2,290  | 156,673     |
| 2006–07   | 225.8   | 18.9      | 135,752 | 2,329  | 164,580     |
| 2007–08   | 286.8   | 2.1       | 147,072 | 2,437  | 176,976     |
| 2008–09   | 268.7   | 2.5       | 151,227 | 2,535  | 181,688     |
| 2009–10   | 312.0   | 2.9       | 162,187 | 2,764  | 192,160     |

2010년 12월 1일 기준

## 참고
- 1 매출은 바이에른 뮌헨 AG의 매출을 나타낸 것
- 2 회원 수를 나타냄